# Soudage
 (mars 2023).
Si vous disposez d'ouvrages ou d'articles de référence ou si vous connaissez des sites web de qualité traitant du thème abordé ici, merci de compléter l'article en donnant les références utiles à sa vérifiabilité et en les liant à la section « Notes et références ».

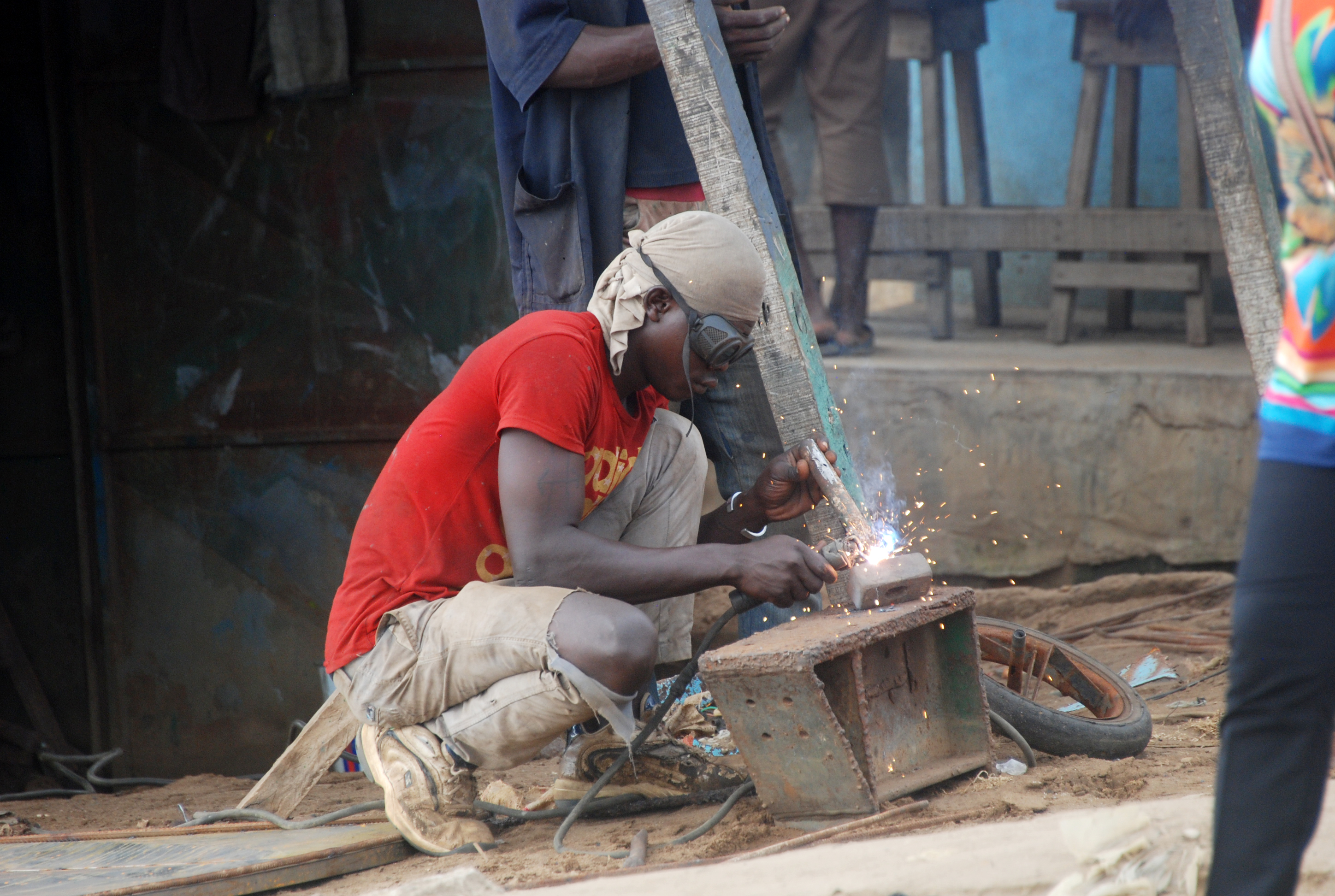
Soudage à l'arc à l'électrode enrobée: Soudeur ivoirien soudant le manche d'un marteau à Abidjan, Côte d'Ivoire.

Le soudage est un procédé d'assemblage permanent qui assure la continuité de la matière à assembler ; la soudure est le résultat obtenu (mais le terme est souvent utilisé pour le procédé). Cette continuité est ce qui distingue le soudage d'autres techniques d'assemblage mécaniques (rivetage, boulonnage, agrafage…) ou par adhésion (collage), ainsi que les techniques de brasage. La soudure est l'activité principale du métier de soudeur, et, pour les assemblages métalliques, fait appel au savoir technique du métallurgiste et de l'étude de la physique des plasmas (pour les procédés impliquant une flamme ou un arc électrique).
L'opération peut être appliquée aux métaux ainsi qu'aux matières thermoplastiques (voir soudage de plastiques et Épissure de fibres optiques) et au bois (voir soudage du bois).
Dans le cas des métaux, cette continuité est réalisée par fusion à l'échelle de l'édifice atomique. Bien qu'un soudage puisse être lentement réalisé par les forces interatomiques et la diffusion entre des pièces métalliques mises entièrement en contact suivant des surfaces parfaitement compatibles et exemptes de toute pollution, en pratique le soudage fait intervenir une énergie d'activation pour réaliser rapidement la continuité recherchée, énergie thermique apportée par une combustion ou par l'électricité pour qu'au niveau de la soudure le métal atteigne son point de fusion.
Pour tous les procédés utilisant un arc électrique (ou un plasma lui-même issu d'un arc électrique), l'outil servant à générer le courant ou la tension est communément appelé un poste à souder.

## Histoire du soudage
Le soudage est une opération connue depuis l'antiquité, mais sa maitrise à une échelle industrielle ne décolle vraiment que pendant la Première Guerre mondiale, avec des améliorations notables tout au long du XXe siècle.

## Procédés de soudage de pièces métalliques

Principe général du soudage : 1. Métal de base ; 2. Cordon de soudure ; 3. Source d'énergie (flamme, arc électrique, arc plasma…). ; 4. Métal d'apport (fil, baguette)

Dans la norme ISO 4063, les procédés de soudage sont classés suivant le moyen de générer la chaleur nécessaire au soudage. Ainsi la chaleur peut être produite par un arc électrique (soudage à l'arc), par effet Joule (soudage par résistance), par combustion d'un gaz (soudage aux gaz), par échauffement mécanique (soudage par pression/friction), par faisceau d'électrons (soudage par faisceau d'électrons) ou de photons (soudage laser).
L'American Welding Society, qui est à l'origine de beaucoup d'appellation et de normes en application dans le monde (et donc dans l'ISO 4063), distingue les procédés d'abord par fusion (en) ou à l'état solide. L'état solide regroupe l'état pâteux (comme dans le soudage par friction malaxage), ou liquide mais pour un instant le plus bref possible, ce qui exclu souvent les procédés manuels.

### Soudage à l'arc
Les procédés de soudage à l'arc utilisent un arc électrique pour générer la chaleur nécessaire au soudage. L'électrode peut être de type fusible (ex. : électrode enrobée, MIG, MAG) ou non fusible (ex. : TIG, plasma). Du métal d'apport peut être utilisé (ex. : électrode fusible, fil d'apport, baguette) ou non (ex. : TIG). Du gaz de protection peut être de type inerte (MIG) ou de type actif (MAG).

#### Soudage à l'arc électrique avec électrodes enrobées

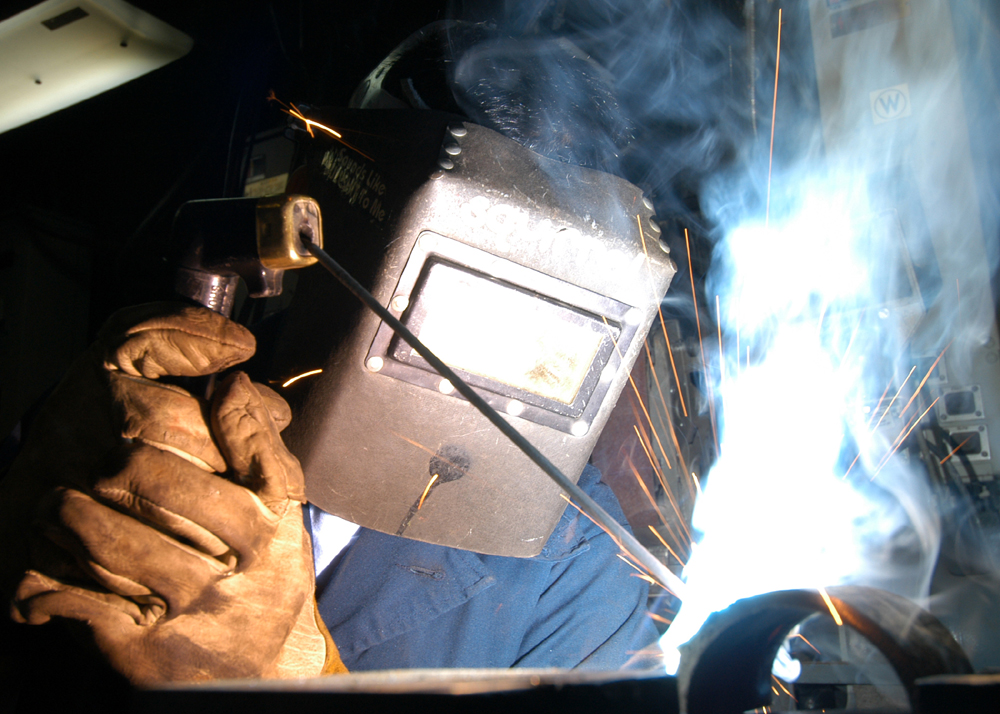
Soudage à l'arc à l'électrode enrobée.

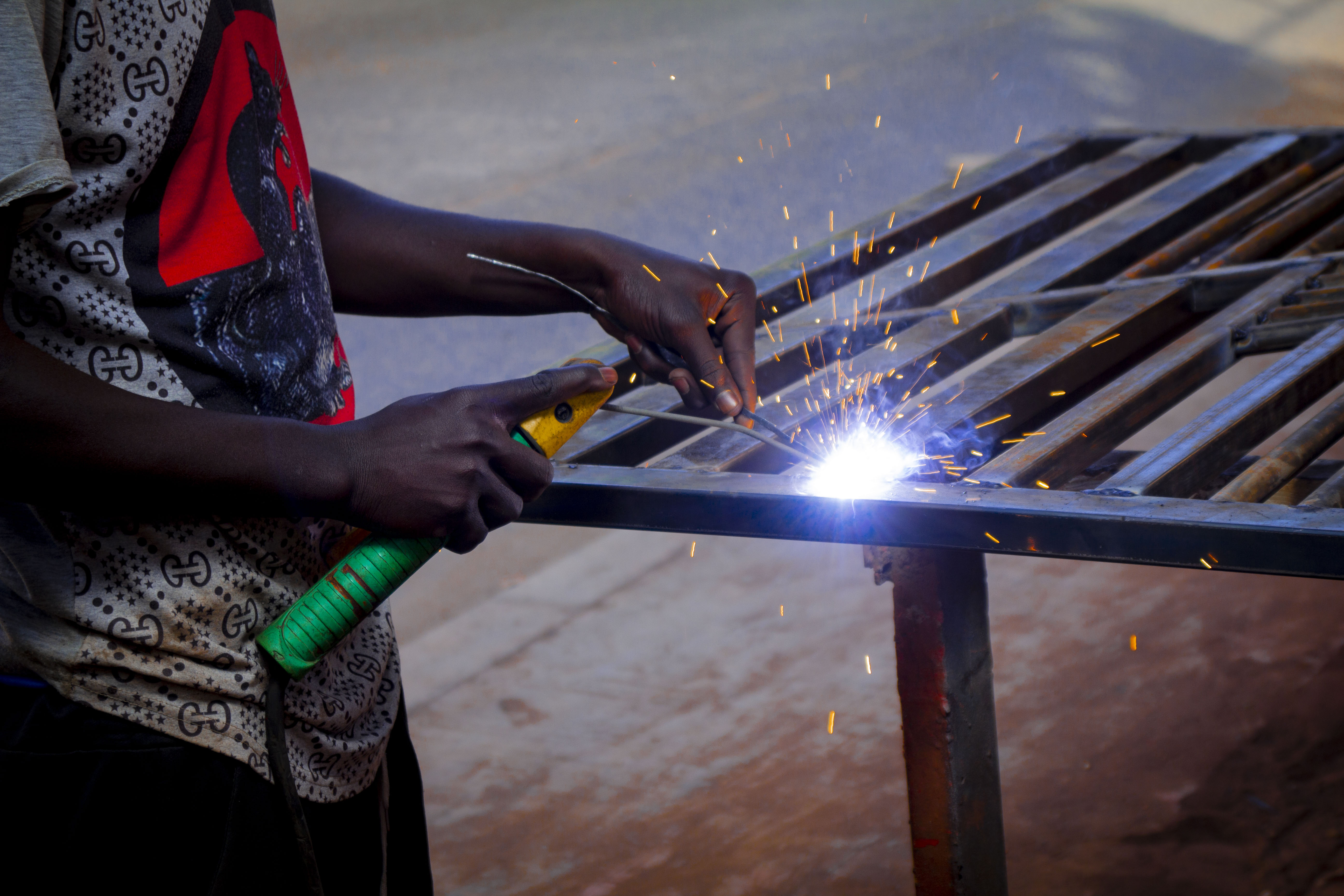
Assemblage de métal pour fabrication escalier métallique au Sénégal.

Le soudage à l'arc électrique avec électrodes enrobées (enrobage de flux) est aussi nommé MMA (en anglais : Manual Metal Arc), ou SMAW (en anglais : Shielded Metal Arc Welding) selon les normes américaines. Son numéro ISO est 111, d'après la norme ISO 4063:2023. Le gaz de protection est fourni par la combustion du flux.

#### Soudage au fil fourré
Le soudage au fil fourré (en anglais : Flux-cored arc welding (FCAW) selon les normes américaines), est un procédé semi-automatique utilisant un fil creux rempli de flux. Comme le soudage MMA, le gaz de protection est fourni par la combustion du flux. Ses numéros ISO sont, d'après la norme ISO 4063:2023, 114, 132, 133, 136 et 138, suivant le choix ou non d'un gaz de protection ou de poudre métallique à la place du flux.

#### Soudage à l'arc sous flux ou à l'arc submergé
Le soudage à l'arc électrique sous flux pulvérulent (en anglais : Submerged Arc Welding (SAW)), aussi appelé « arc submergé », consiste à effectuer un joint de soudure à l'aide d'un arc électrique qui est submergé de flux en poudre. Son numéro ISO est 12X (X étant un chiffre de 1 à 6 suivant le sous-procédé), d'après la norme ISO 4063:2023. Ce procédés est automatisé car on ne peut pas observer le bain de fusion.

#### Soudage à l'arc avec électrodes fusibles sous protection gazeuse (MIG, MAG)
Dans les procédés MIG (en anglais : Metal Inert Gas ; numéro ISO 131) et MAG (en anglais : Metal Active Gas ; numéro ISO 135),, un arc électrique est établi entre l'extrémité d'une électrode consommable et la pièce à assembler, sous la protection d'un gaz de protection (mélange ou gaz pur). Ce sont des procédés semi-automatiques, c.-à-d. que le métal d'apport (fil) se dévide automatiquement, mais qu'un soudeur déplace manuellement la torche.
Les deux procédés, MIG et MAG, ne différent que par leurs gaz de protection (A: actif ; I: inactif), et peuvent donc être effectuer avec le même matériel. Ils sont donc souvent regroupés sous l'appellation MIG-MAG. Les gaz inactif (souvent de l'argon, parfois de l'hélium) sont généralement choisi pour ne pas dénaturer le métal. Les gaz actif (CO2 ou un mélange argon / CO2 ) sont préférés pour améliorer la pénétration, le mouillage et, ou le rendement.

#### Soudage à l'arc avec électrodes non fusibles (TIG)
Dans le soudage TIG (en anglais : Tungsten Inert Gas), aussi appelé GTAW (en anglais : Gas Tungsten Arc Welding, selon les normes américaines ), un arc électrique est établi entre une électrode non fusible en tungstène et la pièce à souder. Son numéro ISO est 141, et son appellation complète est « Soudage à l'arc avec électrode réfractaire sous protection gazeuse », d'après la norme ISO 4063:2023. S'il faut un métal d'apport, celui-ci est apporté dans le bain de fusion à la main (baguette d'apport) ou mécaniquement (bobine de fil d'apport). S'il n'y a pas de métal d'apport, on parle de « soudage TIG autogène », numéro ISO est 142. Ce procédé peut s'automatiser voire se robotiser, voir : soudage orbital.

##### Soudage A-TIG
Dans le soudage A-TIG (en anglais : Active Tungsten Inert Gaz), c'est le même procédé que le TIG, à la différence près que les pièces sont revêtues d'un flux qui, au passage de l'arc électrique, provoque un effet constricteur sur l'arc électrique. La concentration d'énergie qui en résulte permet une pénétration plus importante ; pour une même consommation d'électricité, l'épaisseur soudée est plus importante qu'en TIG traditionnel.

#### Soudage plasma
Le soudage plasma (en anglais : Plasma Arc Welding (PAW)), , est sensiblement identique au soudage TIG, à la différence que l'arc électrique passe à l'état de plasma sous l'effet mécanique d'un gaz plasmagène (argon pur ou mélangé à l'hélium) expulsé d'une tuyère pour créer un vortex de constriction augmentant ainsi la densité énergétique de façon très supérieure à celle du procédé TIG. Son numéro ISO est 15X (X étant un chiffre de 1 à 5 suivant le sous-procédé), d'après la norme ISO 4063:2023.

### Soudage par résistance (effet Joule)
Pour les procédés de soudage par résistance (effet Joule), la chaleur de soudage est apportée par le passage d'un fort courant électrique par effet Joule.
Dans la norme ISO 4063, cette catégorie de procédé est identifiée par le préfixe 2 dans le numéro de référence des procédés.

#### Soudage par point

Soudage par point.

Des électrodes non fusibles et refroidies pincent adéquatement deux pièces superposées et conduisent un courant électrique ; la température de fusion est atteinte par effet Joule au droit des pièces à souder et le soudage s'effectue lors du pincement.
Ce procédé est majoritairement utilisé dans l'assemblage de tôle d'acier de faible épaisseur (< 6 mm). Cette technique bénéficie d'un savoir-faire très important et d'une productivité incomparable (dans le domaine d'application). Pour exemple, une caisse automobile est assemblée à plus de 80 % par des points soudés.

#### Soudage à la molette
Dans ce cas, les électrodes sont cylindriques (molette) et ont un mouvement de rotation.

#### Soudage par bossage
Il peut s'agir également d'un soudage par bossages, sur des pièces ayant subi au préalable un emboutissement.

#### Soudage par étincelage
Des étincelles éclatent entre les bords des pièces à souder. Une fois la fusion obtenue, les bords à souder sont vivement rapprochés jusqu'à provoquer l'éjection de la phase liquide et des impuretés éventuelles, puis on maintient l'ensemble sous pression.

### Soudage aux gaz
Dans le cas des procédés de soudage aux gaz, la chaleur de soudage est apportée par la combustion d'un gaz (ex. : acétylène, propane). De l'oxygène peut également être ajouté pour augmenter la température, on parle alors de soudage oxygaz (ex. : soudage oxyacétylénique, soudage oxypropane).

#### Soudage oxyacétylénique

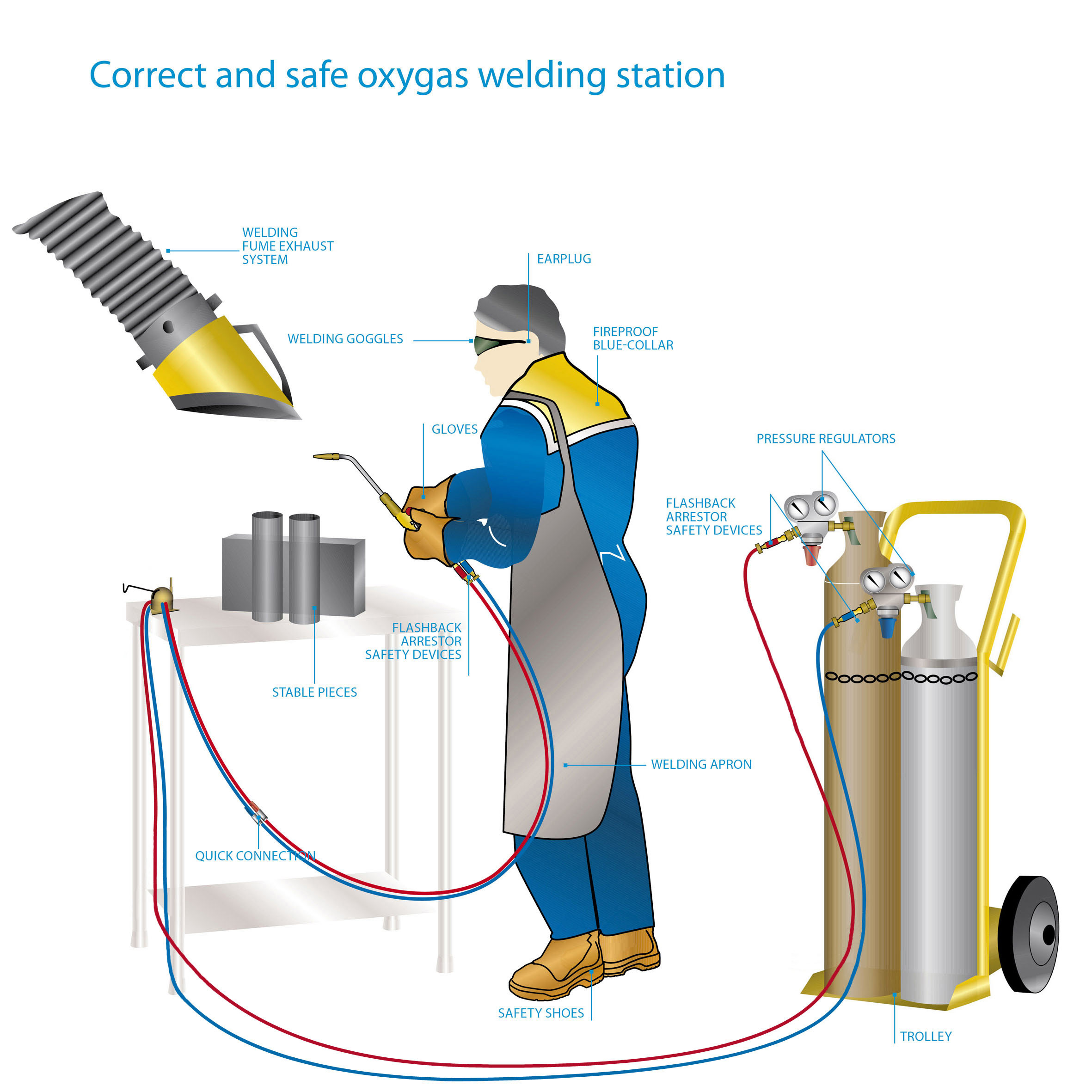
Un poste de soudure autogène.

Lors du soudage à la flamme (en anglais : Oxyfuel Welding), le cordon de soudure est produit au moyen d'une flamme dirigée sur les bords à souder. Lorsqu'un métal d'apport est utilisé, c'est sous forme de baguette (baguette de soudure) de nuance adaptée que celui-ci est apporté, manuellement, dans le bain de fusion.
L'énergie thermique, générée par l'oxycombustion, d'acétylène (le carburant) et d'oxygène (le comburant), les deux contenus dans des réservoirs sous pression dont on régule manuellement le débit d'échappement via des manomètres dédiés, permet de créer une flamme (un plasma) d'une température de 3 100 °C. Focalisée à la sortie de la buse du chalumeau, elle est utilisée pour faire fondre les bords à souder.
Dans la norme ISO 4063, ce procédé est identifié par le numéro de référence 311.
- Soudage « à l'eau déminéralisée »

Il s'agit d'une alternative aux postes à souder à l'acétylène. Depuis 2013, les soudeurs peuvent se passer de bouteille de gaz. Quelques décilitres d'eau permettent de produire par électrolyse de l'eau de l'hydrogène et de l'oxygène purs [réf. non conforme].

### Soudage par pression
Dans le cas des procédés de soudage par pression, la chaleur de soudage est obtenue par frottement mécanique.

#### Soudage par friction

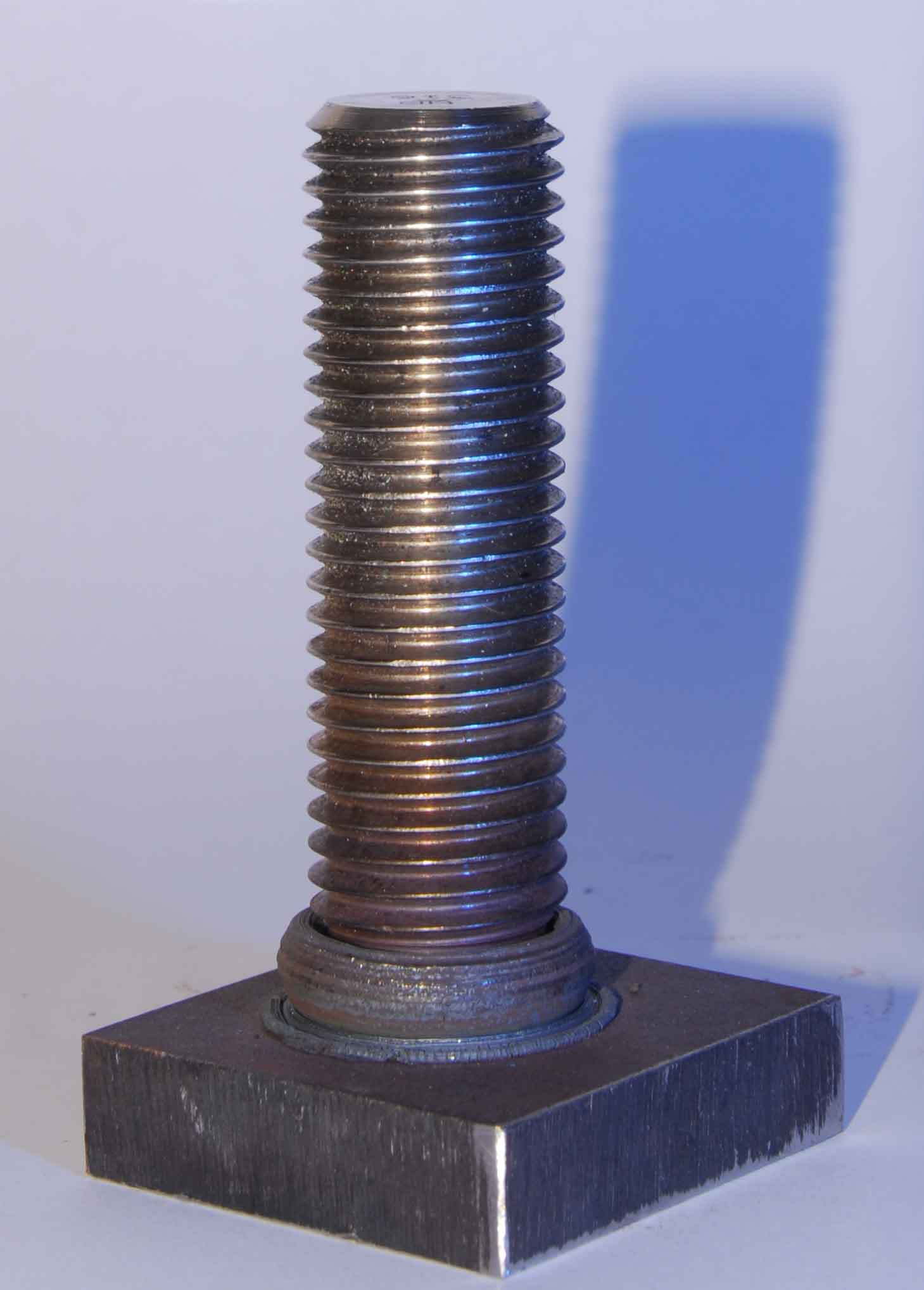
Soudage par friction d'une tige filetée sur un support.

Ce procédé s'apparente au soudage à la forge. Les bords des pièces à souder sont maintenus pressés l'un contre l'autre, l'une des pièces étant mise en rotation ou en déplacement linéaire (vibrations) jusqu'à ce que le frottement produise la température de forgeage, les pièces sont alors vivement rapprochés et maintenues sous pression.
Le mouvement relatif entraine un échauffement de l'interface jusqu'à plastification locale du matériau, puis soudage par diffusion atomique. La qualité de la liaison ainsi obtenue est supérieure à celle des matériaux utilisés. Il n'y a pas de métal d'apport. On peut souder des matériaux différents.
On distingue deux familles de soudage par friction : 
- le soudage linéaire (en anglais : Linear Friction Welding (LFW)), obtenu par un mouvement d'aller-retour linéaire. Une variante, appelée friction orbitale, permet la génération d'un mouvement ovoïde de la pièce en lieu et place du mouvement linéaire ;
- le soudage rotatif, obtenu par rotation relative des deux pièces (méthode utilisée pour souder les deux parties d'une soupape d'un moteur thermique).

Ce dernier type se compose de deux familles :
- le soudage à friction pilotée, pour lequel le couple du moteur d'entraînement est transmis directement à la pièce en rotation ;
- le soudage à friction inertielle, qui utilise un volant d'inertie pour fournir le couple de frottement.

Dans la norme ISO 4063, ce procédé est identifié par le numéro de référence 42.

#### Soudage par friction malaxage ou soudage thixotropique
Le soudage par friction malaxage (en anglais : friction stir welding (FSW)) a été inventé par Wayne Thomas et breveté par le TWI en 1991. Les outils utilisés pour le soudage FSW de l'acier doivent être très durs et très résistants, ce qui concentre aujourd'hui les applications du FSW surtout pour le soudage des alliages d'aluminium, magnésium, plomb et cuivre. Dans le cas du soudage de l'aluminium, les outils sont en acier trempé. Le FSW permet de souder des alliages d'aluminium qui sont difficiles voire impossibles à souder avec les autres techniques comme les séries 2000 ou 7000 parce que la température n'atteint pas la fusion du matériau.
Ses applications principales se retrouvent dans la fabrication de trains (ex. : le TGV), de pièces automobiles, de structures de bateaux, de composants pour l'aviation ou l'espace.
Dans la norme ISO 4063, ce procédé est identifié par le numéro de référence 43.

#### Soudage par explosion
Cette technique découverte fortuitement en 1957 lors d'essais de formage par explosion, est essentiellement employée pour assembler des métaux de nature différente, par exemple de l'aluminium sur de l'acier. Généralement, il s'agit de profilés pré-soudés qui permettent ces assemblages (ex. : superstructures en aluminium sur un bateau à coque en acier dans le but d'abaisser le centre de gravité).
Les métaux à assembler sont superposés selon un certain angle et recouverts d'une couche uniforme d'explosif, la combustion rapide (détonation) de celui-ci provoque une fusion en coin qui se propage sur toute la surface mêlant les deux métaux. Ce type de soudure n'est pas sujet par la suite à la corrosion galvanique. Les résultats présentent à l'interface des propriétés particulières[C'est-à-dire ?].
Dans la norme ISO 4063, ce procédé est identifié par le numéro de référence 441.

#### Soudage par impulsion magnétique
Le soudage par impulsion magnétique est une technique encore peu connue. Cet assemblage se réalise (presque) à froid et résulte d’une force magnéto-mécanique appliquée à l’une des pièces à souder qui en quelque sorte s’encastre violemment et mécaniquement dans l’autre pièce à souder maintenue fixe. Cette technique permet de souder des matériaux conducteurs qui ont des points de fusion éloignés (ex. : aluminium - acier). Il est également possible de faire du formage et étampage de pièces.
Dans la norme ISO 4063, ce procédé est identifié par le numéro de référence 442.

### Soudage par faisceau
Dans le cas des procédés de soudage par faisceau, la chaleur de soudage est obtenue par un faisceau d'électrons (soudage par faisceau d'électrons) ou de photons (soudage laser).

#### Soudage par faisceau d'électrons
Le soudage par faisceau d'électrons est un procédé de soudage utilisant l'interaction d'un faisceau d'électrons avec les pièces à assembler. Les électrons lancés à forte vitesse dans le vide possèdent une énergie cinétique importante qui sera transférée en grande partie à la pièce au moment de l'impact, générant ainsi suffisamment de chaleur pour provoquer la fonte puis le soudage des matériaux.
La machine et les pièces à assembler sont maintenus dans une enceinte sous vide. Ce procédé de soudage est essentiellement automatisé, compte tenu de l'environnement nécessaire à la génération du faisceau d'électrons.
Dans la norme ISO 4063, ce procédé est identifié par le numéro de référence 51.

#### Soudage laser
Dans le soudage laser, aussi appelé LBW (en anglais : Laser Beam Welding), l'énergie est apportée sous forme d'un faisceau laser. Les lasers peuvent avoir une source au dioxyde de carbone, au Nd:YAG ou à fibre.
Un système optique concentre l'énergie du faisceau laser, (1 × 105 W/cm2 à 1 × 106 W/cm2) et génère un capillaire rempli de vapeurs métalliques dont les parois sont tapissées de métal liquide en fusion. Le bain de fusion ainsi créé est déplacé et le métal liquide se resolidifie après le passage du faisceau assurant la continuité métallurgique entre les pièces.
Dans la norme ISO 4063, ce procédé est identifié par le numéro de référence 52.

### Autres procédés
Dans le cas des autres procédés de soudage, la chaleur de soudage peut être obtenue par une réaction chimique exothermique (soudage aluminothermique) ou par des variantes de l'effet Joule.

#### Soudage à la forge
C'est le plus ancien procédé de soudage. Les bords des pièces à souder sont portés à la température qualifiée de « blanc soudant » (de 950 °C à 1 050 °C) estimée à l'œil par le forgeron. Une fois la température requise atteinte, les parties à assembler sont juxtaposées puis martelées. Ce procédé peut s'apparenter au brasage car il n'y a pas, à proprement parler, de fusion des matériaux de base; ce principe est en partie repris dans le soudage par résistance (bien que dans ce cas il y ait fusion) et dans tous les procédés de soudage à l'état solide par pression (le plus proche étant peut être le soudage par friction malaxage). Son numéro ISO, en tant que procédé de soudage a été 43 (mais il n'apparait plus dans la version de ISO 4063:1998) et ce numéro correspond depuis au soudage par friction malaxage. Toutefois, il reste répertorié par la norme américaine sous l'appellation Forge welding (FOW).

#### Soudage aluminothermique

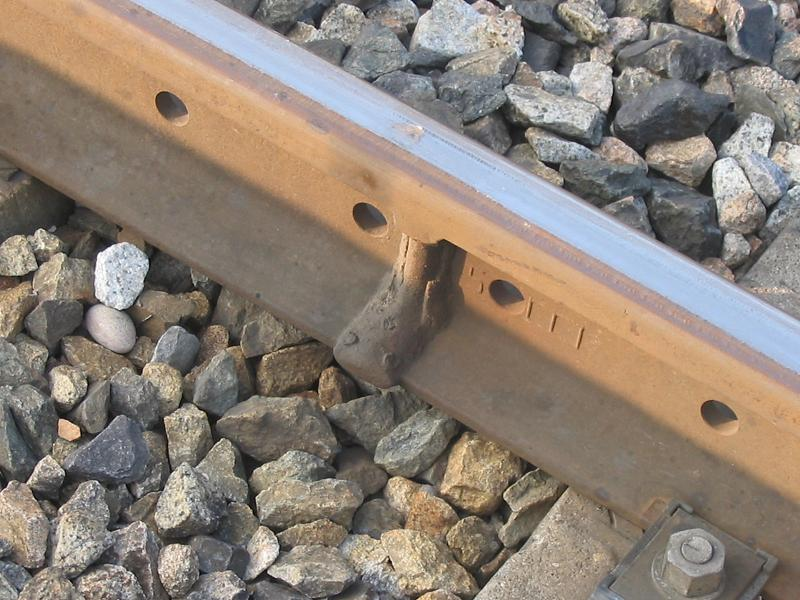
Exemple d'une soudure de raboutage de rail de chemin de fer effectuée par aluminothermie.

Une réaction exothermique est provoquée au sein d'un mélange approprié d'oxydes métalliques et d'agents réducteurs (aluminium et d'oxyde de fer) maintenu entre les bords de pièces à assembler. Une fois la réaction amorcée, le mélange exothermique et les bords des pièces entrent en fusion et forment le joint soudé, contenu généralement dans une coquille réfractaire.
Ce procédé est utilisé pour la réparation de pièces massives telles que les rails de chemin de fer, c'est une méthode de soudage chimique.
Dans la norme ISO 4063, ce procédé est identifié par le numéro de référence 71.

#### Soudage électroslag ou soudage sous laitier électrolytique

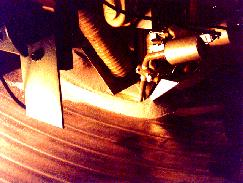
Rechargement résistant à la corrosion déposé par feuillard au moyen du procédé électroslag (ESW).

L'effet Joule est produit entre un fil ou un feuillard qui se dévide mécaniquement dans le bain de fusion formé avec les pièces à souder (ou à revêtir), le bain de fusion étant protégé de l'oxydation par un flux pulvérulent flottant à sa surface. Ce procédé de soudage permet de souder de fortes épaisseurs (généralement de 25 à 300 mm), il se rapproche de la fonderie. Il est souvent automatisé.
Son appellation américaine, selon l'AWS est ESW (en anglais : Electroslag welding). Son numéro ISO est 72 (721 pour l'électrode en feuillard, 722 pour l'électrode de type fil) d'après la norme ISO 4063:2023.

#### Soudage électrogaz
Le soudage électro-gaz est un développement du soudage électroslag auquel il ressemble quant à sa conception et son utilisation. Au lieu de fondre dans un laitier, l'électrode fond dans un arc entouré d'un gaz de protection, comme en soudage MIG / MAG. Cette méthode est utilisée pour des tôles de 12  à   100 mm. Une préparation des bords à souder en « I » ou en « V » est souvent nécessaire. Ce procédé de soudage se rapproche aussi de la fonderie et est souvent automatisé.
Son numéro ISO est 72 d'après la norme ISO 4063:2023. Son appellation américaine, selon l'AWS est EGW (en anglais : Electrogas welding). 

#### Soudage par décharge de condensateur

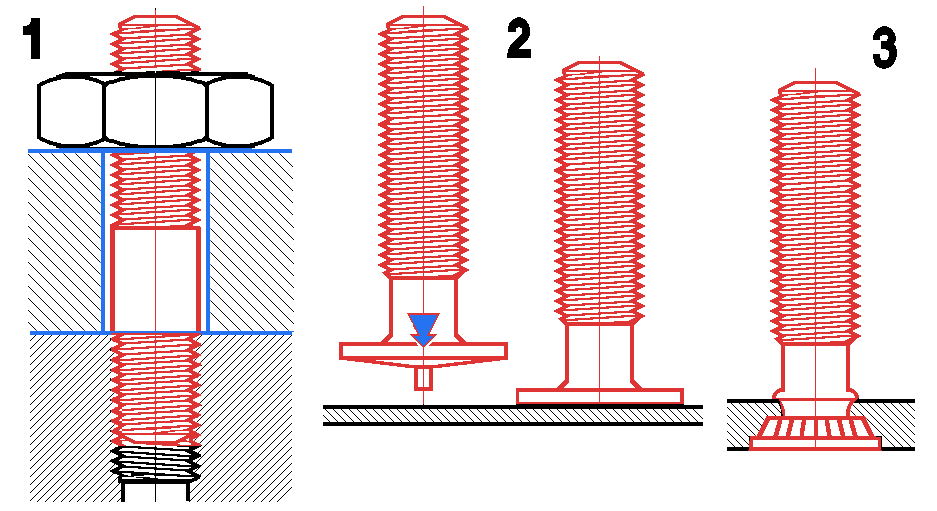
2 : Soudage à l'arc de goujons.

Les pièces sont maintenues en contact jusqu'à décharge d'un condensateur libérant l'énergie nécessaire à la production du bain de fusion, les pièces sont maintenues pressées l'une contre l'autre jusqu'à la solidification du joint.
Ce procédé est très utilisé pour le soudage de fils sur parois métalliques ou pour le soudage de goujons.
Dans la norme ISO 4063, ce procédé est identifié par le numéro de référence 785 et 786 (soudage à l'arc des goujons par décharge de condensateurs).

### Procédés de brasage
Dans le cas des procédés de brasage, la chaleur apportée n'est pas suffisante pour atteindre la fusion des matériaux, mais elle permet la diffusion/migration atomique.

#### Soudage par diffusion
Ce procédé consiste à se servir du phénomène de diffusion des atomes pour créer une liaison. Les pièces à assembler sont mises en contact avec un état de surface soigné; elles sont mises en pression et portées à une température absolue voisine de 0,7 fois la température absolue de fusion. Au terme d'un programme de pression et de température les pièces sont assemblées. Ce procédé s'apparente au brasage car il n'y a pas, à proprement parler, de fusion des matériaux de base mais mise en œuvre de propriétés physico-chimiques communément exploitées en soudage et en brasage : la diffusion et la migration atomique.
Il est très utilisé pour effectuer des pièces creuses renforcées à partir de plusieurs tôles en titane. Dans ce cas, on tire au vide à l'inter-tôles et on presse avec une pression de gaz argon par l'extérieur. Cette opération est réalisée à 920 °C. Le soudage par diffusion permet d'assembler des pièces de forme ouvragées. Il permet également le soudage de matériaux difficile à souder par les autres techniques ainsi que des assemblages bimétalliques.
Dans la norme ISO 4063, ce procédé est identifié par le numéro de référence 919.

#### Soudage par ultrasons
C'est un procédé de soudage à l'état solide car la température atteinte est comprise entre 30 et 50 % de la température de fusion. Les surfaces à assembler sont maintenues en position par des sonotrodes reliées à un transducteur d'ultrasons. Les vibrations ultrasoniques communiquées aux pièces à souder portent l'interface à un état pâteux qui, associé aux efforts mécaniques appropriés, permet de créer une zone de liaison comparable à celle d'une soudure. Cette technique s'apparente au brasage.
Dans la norme ISO 4063, ce procédé est identifié par le numéro de référence 947.

### Variantes de procédés

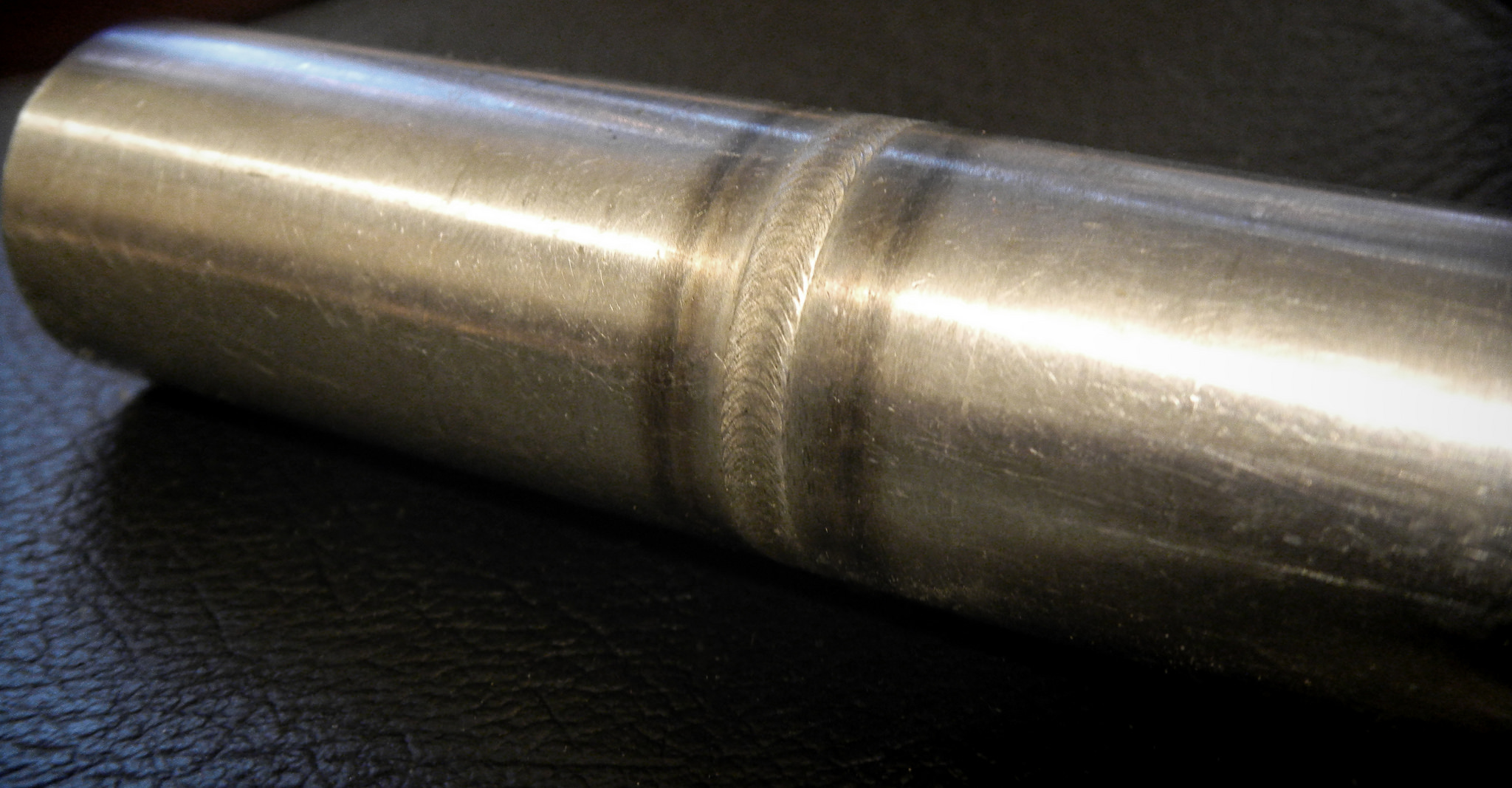
Soudure orbitale autour de tubes en acier inox.

#### Soudage orbital
Le soudage orbital est un procédé de soudage spécial pendant lequel la torche de soudage tourne sans interruption à au moins 360° autour d’une pièce fixe cylindrique, telle qu’un tube.

#### Soudage hybride
Le soudage hybride est la combinaison des deux procédés, plusieurs d'entre elles ont été étudiées dont :
- LASER + TIG (en anglais : Tungsten Inert Gaz) ;
- LASER + Plasma ;
- LASER + GMAW (en anglais : Gaz Metal Arc Welding) plus communément connu sous le nom de soudage MIG-MAG.

Le fait de combiner les procédés permet une certaine synergie. Les avantages des procédés sont gardés, leurs inconvénients sont éliminés tout en augmentant de façon considérable la productivité. Certains de ces procédés permettent de réaliser des cordons de soudure en une passe, à vitesse élevée (de l'ordre du mètre par minute) sur des tôles/plaques d'acier et autres matériaux d'épaisseurs importantes. Les procédés hybrides, en particulier LASER + GMAW, sont encore au stade de développement. Malgré de nombreuses études et publications scientifiques assez prometteuses, leur utilisation à l'échelle industrielle est encore marginale.
Projets de recherche collective concernant le soudage hybride :
- HYPROSOUD (2007-2011)[5] ;
- HYLAS (2006-?).

## Problèmes liés à la soudabilité
Les problèmes liés à la soudabilité peuvent être regroupés en trois familles :
- les problèmes dits de soudabilité opératoire, qui concernent la mise en œuvre du soudage comme la validation[Note 2] du mode opératoire de soudage par exemple ;
- la soudabilité globale, qui est liée à la tenue en service, par exemple les dilatations et contraintes, des équipements soudés ;
- la soudabilité métallurgique, qui consiste à produire les propriétés métallurgiques et/ou mécaniques du joint soudé compatibles avec les exigences de la conception, comme dans le cas du soudage de l'acier à 9 % Ni qui à ce jour (2015) ne peut être assemblé par soudage qu'avec un métal d'apport de nature différente et de propriétés mécaniques inférieures.

### Métallurgie du soudage
L'opération de soudage occasionne de par son apport énergétique et parfois par l'apport de métal des perturbations métallurgiques au niveau du joint soudé. Ces modifications vont affecter les microstructures de la zone fondue et des zones affectées thermiquement.
Par exemple, dans le cas du soudage des aciers, le joint soudé peut être soumis à divers problèmes qui ont pour origine ces perturbations :
- la sensibilité à la fragilisation à froid dont l'origine est liée à la structure atomique du métal, la diffusion de l'hydrogène protonique, la composition chimique et les phases métallurgiques en présence ainsi que le taux de contraintes mécaniques ;
- la sensibilité à fragilisation à chaud qui est liée à la teneur en impuretés à bas points de fusion comme le plomb, l'étain, l'arsenic, l'antimoine, le phosphore, les contraintes générées par les dilatations et le retrait pendant l'élaboration du joint soudé générant des problèmes de liquation ;
- la sensibilité à la corrosion essentiellement due à la création de composés chimiques pendant l'élaboration du joint soudé comme l'appauvrissement en chrome des aciers inoxydables par la formation de carbures du genre Cr23C6 au sein de la matrice.

Ces problématiques concernent aussi bien la zone fondue (qui est passée à l'état liquide au cours de l'opération de soudage) que la zone affectée thermiquement. La zone affectée thermiquement appelée ZAT est le siège de modifications métallurgiques du métal de base qui peuvent induire des fragilités, des baisses de résistance mécanique, des manques de ductilité, etc. Ces modifications dépendent du matériau soudé, du procédé utilisé, du mode opératoire suivi, etc.
Exemples
- Dans les aciers C-Mn et les aciers faiblement alliés, la ZAT est le siège d'une augmentation des propriétés mécaniques (Re, Rm) et de chute de ductilité.
- Dans les aciers thermomécaniques à très haute limite élastique Re > 690 MPa, on peut trouver dans certaines parties de la ZAT un phénomène d'adoucissement qui efface les effets du laminage thermomécanique et qui diminue la limite élastique et la limite à la rupture.
- Un alliage d'aluminium de la série 5000 soudé bout à bout présente toujours une baisse de propriétés mécaniques en ZAT.
- Un acier inoxydable austénitique du type 304 L soudé présente souvent une diminution de sa tenue à la corrosion au niveau de la soudure.
- Les alliages de titane sont très sensibles aux phénomènes d'oxydation pendant l'opération de soudage, qui peut faire chuter de manière drastique les propriétés mécaniques du joint soudé.

### Tenue mécanique d'un joint soudé
Les modifications métallurgiques influent sur la tenue mécanique du joint soudé. Aussi faut-il s'assurer d'obtenir une tenue mécanique suffisante, et tenir compte des soudures dans le calcul et le dimensionnement des pièces.
L'opération de soudage engendre de plus la création de contraintes résiduelles dues au retrait créé par l'opération de soudage sur les pièces. La tenue à la fatigue des assemblages soudés est une problématique fondamentale dans la conception des appareils soudés. Les défauts géométriques des cordons de soudures jouent un grand rôle dans la tenue à la fatigue des assemblages soudés.

## Défauts de soudure

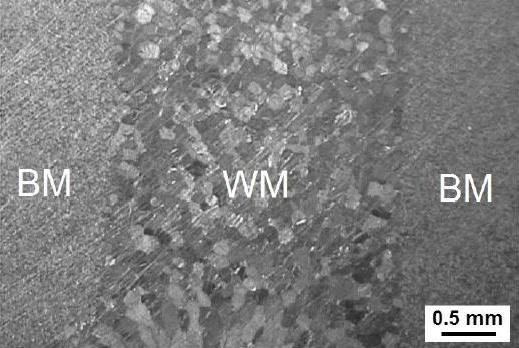
Microstructure d'un cordon en soudure TIG automatisé, pas de défauts visibles (BM : métal de base, WM : cordon de soudure).

### Fragilité produite par la ségrégation
Le soudage implique généralement de chauffer localement le métal, il s'agit d'un traitement thermique local. Il y a donc une modification locale de la microstructure et de l’état métallurgique de la zone du métal affectée par le chauffage (ZAT : zone affectée thermiquement). En effet, le cycle de température inhérent au soudage perturbe les conditions d'équilibres et les propriétés telles qu'elles existaient à la livraison du matériau.
Le chauffage active un certain nombre de mécanismes, dont notamment la diffusion des atomes. Il se produit donc un phénomène appelé « ségrégation » : le métal n'étant pas pur, les atomes étrangers (impuretés, éléments d'alliage) migrent vers les joints de grain.
Ceci peut entraîner une fragilisation des joints de grain, et ainsi faciliter la rupture fragile intergranulaire. Pour éviter ce problème, on effectue parfois un recuit de mise en solution, voire selon les cas, une hypertrempe de la pièce (cas de certains aciers inoxydables).

### Corrosion au cordon de soudure
La soudure est la juxtaposition de deux métaux différents. On peut alors avoir un phénomène de corrosion galvanique. Ce défaut peut se présenter dans le cas du soudage hétérogène d'un assemblage mal conçu, sous réserve de la présence d'un électrolyte.
De plus, on peut également voir apparaître un phénomène de corrosion interfaciale, comme cela peut être rencontré lors de la ségrégation du bore aux joints de grains dans les bases nickel, ou lors de la ségrégation du carbone aux joints de grains dans les aciers inoxydables.

### Porosités
Il s'agit de défauts sphériques creux qui peuvent être ou non débouchant. Elles sont causées par les courants d'air, le manque de gaz, l'obstruction de la buse, un mauvais angle de soudage, de l'eau ou des impuretés dans le joint à souder…

### Soufflures
Ce terme désigne un groupe de porosités non débouchantes. Quand elles sont allongées, on parle de soufflures vermiculaires. Si elles sont débouchantes, on parle alors de piqûres.

### Inclusions
Elles désignent un composé étranger à la soudure et peuvent contenir du tungstène (ex. : dégradation de l'électrode en soudage TIG) ou du laitier (soudage à l'électrode enrobée ou « baguette ») ou encore des oxydes.

### Retassures
C'est le nom donné à l'espace vide créé au sein du métal fondu lors de la solidification (le volume liquide génère un plus petit volume solide). Ce défaut peut être typique du procédé de soudage par résistance.

### Criques de solidification
Même défaut que les retassures sauf que le défaut est non apparent, à part dans le cas de l'artéritique[incompréhensible]. La crique de solidification est un défaut de fonderie.

### Excès de pénétration
Métal débordant du côté envers du cordon.

### Collage ou manque de pénétration
Le métal de base n'est pas fondu, ce qui diminue la section efficace de la soudure. On distingue le collage noir où l'interface entre le métal de base et la soudure est vide (par contrôle radiographique apparaît une tache sombre sur les clichés) et le collage blanc, où l'interface est cette fois-ci comblée par des oxydes fondus (cette variété est indécelable par contrôle radio).
Pour limiter le risque de collage dans certaines configurations, il est possible d'utiliser la technique du « beurrage » qui consiste à intercaler un apport de métal compatible avec les deux parties à souder.
Ce défaut de soudage peut intervenir notamment lorsque les pièces à souder ne sont pas maintenues à la bonne température. C'est le cas par exemple lorsqu'on cherche à souder une pièce d'apport (selle, renfort, etc.) sur une canalisation dans laquelle circule un fluide froid.

### Fissuration
On distingue :
- la fissuration à froid causée par la présence combinée de contraintes mécaniques, d'hydrogène protonique et d'une phase fragile ;
- la fissuration à chaud (ou plus exactement liquation) créée par la ségrégation dans le joint d'un eutectique à bas point de fusion par exemple ;
- l'arrachement lamellaire (inclusions allongées dans le même sens que le sens de laminage de la tôle) au sein du métal (défaut rare qui n'existe presque plus chez les aciéristes qui fabriquent des aciers propres exempt d'inclusion genre « MnS ») ;
- en ce qui concerne les aciers au chrome ou les aciers inoxydables, la formation de carbures de chrome Cr23C6 qui précipitent au niveau des joints de grains rendant ainsi les zones appauvries en chrome propice au développement d'une corrosion intergranulaire (le chrome pompé par le carbone n'assure plus son rôle de résistance à la corrosion).

### Morsures ou défournis
Défaut où le métal de base est « creusé » sur une partie du cordon.

### Caniveaux
Un caniveau est une morsure de grande taille proportionnellement à la grandeur du métal de base due à une trop grande chaleur du métal d'apport par rapport à l'épaisseur ou la densité du métal qui reçoit (voir mauvais paramètres du générateur de courant de soudage). Petit creux de chaque côté de la soudure.

### Pollution ferreuse
La pollution ferreuse est une corrosion des aciers inoxydables causée par la destruction de la couche de passivation et activée par la présence de fer. Elle résulte généralement de l'utilisation d'outils métalliques (brosse, cisaille, etc.), après usinage et mise en forme, ou est la conséquence des projections de métal fondu lors d'opérations de soudage.

### Défauts géométriques
Ces défauts peuvent être des défauts d'alignement entre les pièces, un cordon trop bombé, etc.

### Projections
Lors du soudage, suivant le procédé utilisé ou la mauvaise qualité de la préparation, des projections de gouttes de métal en fusion peuvent se coller sur la surface de la pièce finale, voir se souder si leurs températures est suffisamment élevé.  Ces projections sont appelées grattons, grabons ou billons. Il est possible d'enlever ces projections par un brossage (si simple collage), ou par meulage (si soudage).
Ce défaut, est mis à profit, par la Projection thermique métallique, pour, par exemple, réaliser des traitements de surface en vue d'amélioré la tenue à la corrosion ou la résistance à l'usure.

## Impacts sur la santé
Les risques principaux en soudage à l'arc sont les brûlures, les risques liés aux rayonnements de l'arc électrique (UV), l'inhalation de fumées, de particules métalliques ou de vapeurs nocives, et les risques d'électrisation.